# Implementering
Implementering (en.: Implementation) er udførelsen af en idé, en plan eller en strategi i praksis. Begrebet anvendes i organisationssociologien og i politologien om den proces, som en beslutning gennemløber fra vedtagelsen til gennemførelsen. I IT – branchen anvendes begrebet både om udførelsen af en algoritme i et computer – program og om den proces, hvor en køber af hardware eller software gøres i stand til at bruge det leverede produkt.

## Strategier og modeller
Der findes forskellige modeller, som tilsigter at lette implementeringen af en beslutning.En række rådgivende virksomheder har disse modeller som forudsætning for deres forretningsgrundlag. Modellerne benyttes som udviklingsværktøjer, og de fleste af disse indeholder flg. hovedområder i analysen af en beslutning:
- Planen eller strategien opstår, fordi der er behov for at løse et problem
- Problemet analyseres og alternative forslag præsenteres for beslutningstagerne
- Beslutningen træffes
- Organisationen inddrages i implementeringen af den nye plan eller strategi
- Der gennemføres en evaluering, som skal benyttes til at kortlægge problemer eller utilsigtede konsekvenser
- Der udarbejdes en ny plan eller strategi, som skal løse de nye problemer[1]

De anbefalede strategier for implementering kan inddeles i nogle hovedkategorier.
- Optimeringsstrategien, som fokuserer på de økonomiske gevinster
- Effektivitetsstrategien, som sigter mod at forbedre arbejdsrutiner og sagsbehandling
- Kompetencesstrategien, som vægter uddannelse og forskning højt
- Medbestemmelsesstrategien, hvor inddragelse af medarbejderne i beslutninger antages at skabe større motivation for at løse opgaverne.[2]

## Implementering af politiske beslutninger
Begrebet implementering anvendes alment om gennemførelse af politiske beslutninger. I EU- ret benyttes det om den proces, hvor et EU-direktiv implementeres i medlemslandenes lovgivning. En dansk lov, som implementerer et direktiv kan betegnes som en implementeringslov.